# D&E Media

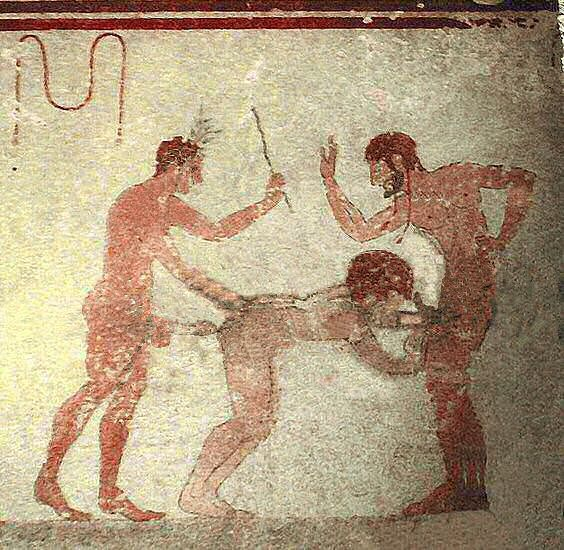
Scener hos D&E-produktioner är ofta av typen trekant/gangbang i BDSM-stil, med två män och en kvinna och där kvinnan intar en tydligt undergiven position. Scenstilen kan jämföras med ovanstående väggmålning från den etruskiska "Piskgraven" (Tomba della Fustigazione) nära Tarquinia, daterad till 490 f.Kr.

D&E Media är ett amerikanskt produktionsbolag inom pornografisk film, bildat i mitten av 00-talet. Det är baserat i New Jersey och har främst nischat sig mot produktion av heterosexuell våldspornografi, med erotisk förnedring och raceplay. Bolagets mest kända varumärken är Facial Abuse och Ghetto Gaggers, där det senare visar upp scener med färgade kvinnliga skådespelare. D&E Media har sedan starten varit omdiskuterat på grund av sina extrema produktioner och enligt många tveksamma arbetsetik.

## Produktion och stil

### Bakgrund och karaktär
D&E Media har rötter till mitten av 00-talet. Bolaget, som leds av Donald Emil Vollenweider (känd under signaturen "Duke Skywalker"), har sedan starten ett fokus på våldspornografi präglad av erotisk förnedring och en rasmässig vinkel (raceplay). Med sitt avancerade och "extrema" innehåll verkar man i en nisch där Max Hardcore, Extreme Associates och JM Productions varit föregångare. Och i likhet med flera av dessa har bolaget varit inblandat i flera kontroverser gällande överträdelser av samtycke och skådespelares gränser under inspelningarna.
I viss mån kan inspelningarna motsvara den gränsöverskridande dynamik som inom BDSM-kulturen motsvaras av edgeplay, det vill säga där själva poängen med scenerna är att gränser överskrids – om än under kontrollerade former. Filmisk användning av rasistiska och sexistiska tillmälen är ymnigt förekommande, liksom aggressioner och olika typer av utstuderat våld.

### Varumärken och sceninnehåll
Filmerna, där maktdynamiken i princip uteslutande innehåller dominanta män och dominerade kvinnor, har samlats i mångåriga filmserier som Ghetto Gaggers (med vita män och svarta kvinnor), Black Payback (svarta män och vita kvinnor), Latina Abuse (med vita män och latinamerikanska kvinnor) och Radical Jizzlam (vita män och muslimska, i regel beslöjade kvinnor). Den mest kända och långlivade filmserien är dock Facial Abuse, med kvinnor och män med europeiskt och "vitt" utseende. Bolaget anses ofta utsätta de kvinnliga deltagarna för riskfyllda arbetsvillkor (inklusive emotofili), alternativt framtvingade handlingar, men fram till 2025 har det ännu inte fällts i domstol.
Bolaget följer en vanlig produktionsstandard genom att spela in både förintervjuer och efterspelsvideor, vilka vid behov kan tas fram för att visa hur scenerna förberetts tillsammans med de medverkande. Däremot har D&E Media gjort till en medveten stil att låta delar av förberedelsevideorna övergå (utan att någon klappa utnyttjas) i den pornografiska scenen, efter att den osynlige intervjuaren inför rullande kamera ställt en mängd ofta personliga frågor till den kvinnliga skådespelaren. Detta skänker dokumentära kvalitéer åt filmerna som då kan efterlikna en övergreppssituation, som att det fiktiva i den pornografiska scenen är på riktigt. Språket i marknadsföringen är medvetet sexistiskt och rasistiskt, och kameran rullar även i samband med avbrutna scener (där skådespelerskan utnyttjat sitt stoppord).
I dialogen mellan skådespelerska och en osynlig mansröst (Duke Skywalker) tas ofta privata saker ur hennes bakgrund fram, och Skywalkers röst är ofta "dominant" och övertalande. Ovanstående dialogformat kan jämföras med efterintervjuerna, där en kvinnlig assistent ofta deltar och där scenen kan avslutas med en kram mellan den kvinnliga och en eller flera manliga skådespelare (som eftervård efter en krävande inspelning eller BDSM-session).

### Medverkande och produktioner
Scenerna har ofta en orepeterad känsla, med instruktioner och påminnelser under själva inspelningen. Vissa skådespelare är kända namn i branschen (som Violet Monroe, Kaitlyn Katsaros, Anastasia Rose och Rebel Rhyder), men de flesta är det inte. Medan de kvinnliga skådespelarna oftast endast framträder i några få scener, ses samma manliga skådespelare återkommande år efter år. D&E köper dock ibland in produktionsmaterial efter samma eller liknande recept, bland annat från den Kalifornien-baserade Steve Holmes (som i Ninja Thybergs dramafilm Pleasure spelar rollen som producenten "Christian").
Bolaget har sedan sent 00-tal ofta producerat cirka en video i veckan, åtminstone av de största varumärkena Facial Abuse och Ghetto Gaggers. På marknadsföringssajten Facefuckingblog.com, där man presenterar korta utsnitt ur videorna för tilltänkta betalkonsumenter, presenterades sommaren 2025 över 1 300 videor, och branschdatabasen IAFD listade då mer än 2 400 produktioner sedan 2004.

## Kritik
Dramaturgin i bolagets scener är tydligt inriktad på det kvinnliga ansiktets uttryck, än mer än hos föregångare som Max Hardcore. Produktionerna har kritiserats för att de utsätter skådespelerskorna för fysiska risker och för deras tendens att negligera samtyckesreglerna under vissa delar av inspelningarna. Andra skådespelare har i olika intervjuer gett fler och möjligen mer klargörande inblickar från bolagets produktioner. Den undersökande journalisten Paul Mulholland har efter en flera år lång undersökning av företagets verksamhet uppdagat både manipulativt beteende och åtskilliga exempel på bristfällig arbetsetik.
D&E Media och dess ägare är, på grund av bristande affärsetik, illa sedda i branschen och får till exempel inte medverka på den årliga AVN-galan. En skådespelerska som återkommande kritiserat bolaget är Felicity Feline, som deltog i inspelningen av två filmer under 2015. Därefter har hon avböjt fortsatt samarbete med D&E Media, som 2015 planerade att lansera en webbplats med liknande material som i de två filmerna. Bolaget registrerade trots detta domänen felicityfeline.com, där de därefter publicerat bloggar och annat material i hennes namn och emot hennes uttryckliga vilja.